# Clytiomya mesnili
Clytiomya mesnili är en tvåvingeart som beskrevs av Kugler 1968. Clytiomya mesnili ingår i släktet Clytiomya och familjen parasitflugor. Inga underarter finns listade i Catalogue of Life.